# Revere (Italië)
Revere is een gemeente in de Italiaanse provincie Mantua (regio Lombardije) en telt 2.514 inwoners (31-12-2004). De oppervlakte bedraagt 14,2 km², de bevolkingsdichtheid is 176 inwoners per km².
Revere grenst aan de volgende gemeenten: Borgofranco sul Po, Magnacavallo, Ostiglia, Pieve di Coriano, Serravalle a Po en Villa Poma.
De frazione Zello maakt deel uit van de gemeente.